# Łopuchówka
Łopuchówka (lub Łapuchówka) – wieś w Polsce położona w województwie podlaskim, w powiecie hajnowskim, w gminie Narew. 
Wieś duchowna Łopuchowka, własność probostwa narewskiego, położona była w 1575 roku w powiecie brańskim w ziemi bielskiej województwa podlaskiego. Zamieszkuje ją niespełna 50 osób, z których znaczna część trudni się rolnictwem.
Prawosławni mieszkańcy wsi należą do parafii w Tyniewiczach Dużych, a wierni kościoła rzymskokatolickiego do parafii Wniebowzięcia Najświętszej Maryi Panny i św. Stanisława Biskupa i Męczennika w Narwi.
W latach 1975–1998 miejscowość administracyjnie należała do województwa białostockiego.